# Oppenauer-Oxidation
Die Oppenauer-Oxidation ist eine Namensreaktion der organischen Chemie. Sie wurde nach ihrem Entdecker dem österreichischen Chemiker Rupert Viktor Oppenauer (1910–1969) benannt. Die Oppenauer-Oxidation ist eine Methode zur Synthese von Ketonen aus den entsprechenden sekundären Alkoholen.
Sie ist die Umkehrung der Meerwein-Ponndorf-Verley-Reduktion. Der Alkohol wird mit Aluminiumalkoholat in einem Überschuss an Aceton oxidiert. Hierdurch liegt das Gleichgewicht auf der rechten Seite.

Übersichtsreaktion der Oppenauer-Oxidation; R entspricht einer tert-Butylgruppe oder einer iso-Propylgruppe, R^{1} und R^{2} bezeichnen organische Reste, wie z. B. Alkylreste.

Seit dem Aufkommen der auf Chromaten (z. B. PCC) oder Dimethylsulfoxid basierenden Oxidationsmethoden (z. B. Swern-Oxidation) ist die Oppenauer-Oxidation von verminderter präparativer Bedeutung. Aufgrund der basischen Reaktionsbedingungen ist sie jedoch für die Oxidation säureempfindlicher Substrate geeignet. Eine Variante, die Trichloracetaldehyd und Aluminiumoxid verwendet, erlaubt es selektiv sekundäre neben unveränderten primären Alkoholen zu oxidieren.

## Mechanismus
In diesem Mechanismus steht der Rest R wieder für eine tert-Butylgruppe. 

Mechanismus der Oppenauer-Oxidation; R^{1} und R^{2} bezeichnen organische Reste

Der Mechanismus beschreibt wie mit Hilfe der Oppenauer-Oxidation ein sekundärer Alkohol 1 zu einem Keton 4 oxidiert wird. Zunächst reagiert der Alkohol mit dem katalytischen Aluminiumalkoholat zu Molekül 2. Das im Überschuss zugegebene Aceton wirkt dann als Hydridakzeptor und somit als Oxidationsmittel für den sekundären Alkohol. Die Reaktion des Aluminiumalkoholats 2 mit Aceton zu dem gewünschten Keton 4 und Molekül 3 verläuft über einen sechsgliedrigen Übergangszustand:

Sechsgliedriger Übergangszustand; Oxidation des Alkohols (blau) zum Keton

Abschließend reagiert Molekül 3 mit dem zu Beginn abgespaltenen Alkohol zu iso-Propanol und dem Aluminiumalkoholat, welches nun erneut als Katalysator zur Verfügung steht.